# Köbes Underground

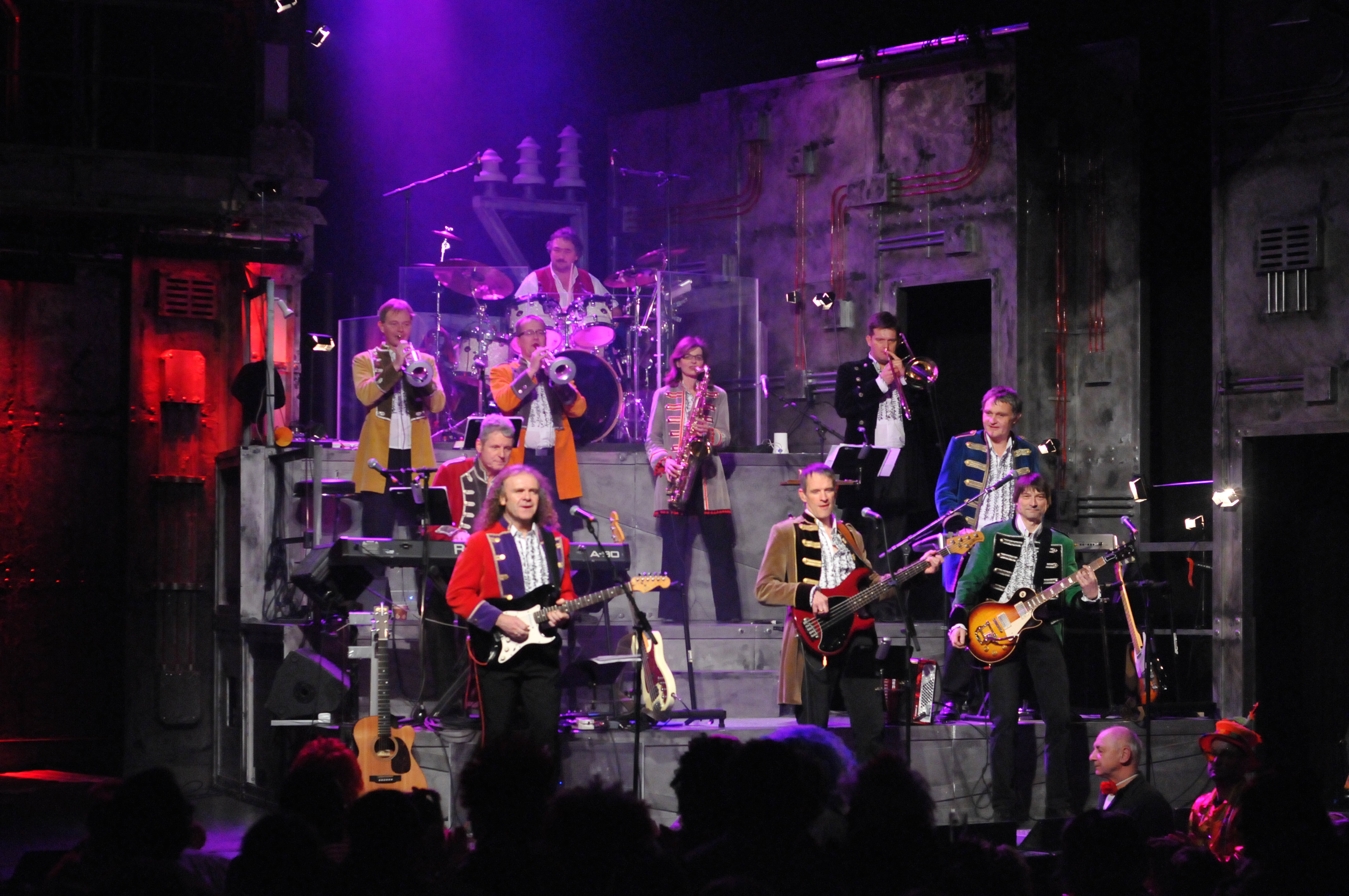
Köbes Underground

Köbes Underground ist eine Musikgruppe im Kölner Karneval und Hausband der alternativen Kölner Karnevalsveranstaltung Stunksitzung.  Köbes ist die Bezeichnung für einen Kölner Brauhauskellner, Underground eine Hommage an die Kölnerin Nico Päffgen, Sängerin von Velvet Underground.

## Geschichte
Seit 1988 ist die Band unter ihrem heutigen Namen bekannt, nachdem sie ihn zuvor jährlich geändert hatte (unter anderem nannte sie sich The Dead Lambsdorffs, Schwester Christa und die Brinkmänner oder Elmar goes to Lüdenscheid). Nachdem die Band anfangs nur auf der Stunksitzung während der Karnevalssession auftrat, hat sie inzwischen zahlreiche weitere Auftrittstermine, auch außerhalb Kölns.
Spezialität der Gruppe sind Coverversionen bekannter Pop- und Rockmusik-Titel mit neuen Texten, die Bezug auf Köln nehmen und zum Teil auch auf Kölsch sind. Die Musiker verkleiden sich für die einzelnen Nummern, spielen zwischendurch Sketche oder tanzen. Besonders populär sind ihre Auftritte, in denen sie das Kölner Dreigestirn parodieren.
Mehrfach trat die Band, deren Musiker fast alle nebenher einem bürgerlichen Beruf nachgehen, unter dem Motto Classics Underground mit dem WDR Funkhausorchester Köln in der Kölner Philharmonie auf.

## Bandmitglieder
- Niklas Böhm – Gitarre
- Axel Deland – Trompete
- Volker Klinke – Schlagzeug
- Matthias Knoop – Trompete
- Carlos Neisel – Bass
- Ecki Pieper – Gesang, Gitarre
- Oliver Pospiech – Posaune
- Winni Rau – Keyboard, Akkordeon
- Christoph Stupp – Keyboard
- Tanja Svejnoha – Saxophon
- Special Guest: Ozan Akhan – Gesang, Tanz

## Ehemalige Bandmitglieder
- Georg Kunz – Keyboard
- Erhard Rau – Trompete

## Veröffentlichungen
- Stunksitzung dat Beste